# Raise A Suilen
Raise A Suilen (estilizado como RAISE A SUILEN o abreviado como RAS) es una banda de rock femenina que forma parte de la franquicia BanG Dream! de Bushiroad. Fue formada en 2018, las integrantes del grupo interpretan personajes ficticios en la serie de anime y el juego para móviles BanG Dream! Girls Band Party!, además de interpretar los instrumentos de sus personajes en conciertos.
La banda está formada por Raychell (voz, bajo), Riko Kohara (guitarra), Natsume (batería), Reo Kurachi (teclados, voz) y Risa Tsumugi (DJ, voz). En el universo musical, la banda está representada por Rei Wakana (Raychell), Rokka Asahi (Kohara), Chiyu Tamade (Tsumugi), Masuki Satō (Natsume) y Reona Nyūbara (Kurachi).
De las nueve bandas que componen BanG Dream!, Raise A Suilen es una de las seis cuyos miembros interpretan su propia música. El grupo ha producido once sencillos, un miniálbum y su primer álbum se lanzó el 19 de agosto de 2020.

## Historia

### Primeros años (2018-2020)
Raise A Suilen comenzó como una banda de acompañamiento que interpretaba música para las bandas del universo cuyos miembros no podían tocar sus propios instrumentos. En una entrevista de 2018 con Real Sound, el creador de la franquicia y director de Bushiroad, Takaaki Kidani, explicó que se resistía a contratar una banda de acompañamiento masculina para una franquicia exclusivamente femenina, lo que impulsó la formación del grupo. Kidani concibió la banda como una versión femenina de One Ok Rock y les dio más libertad para tocar música para propiedades ajenas a Bushiroad que a sus compañeras de BanG Dream!, Poppin'Party y Roselia.
El grupo debutó con Raychell, Natsume, Kurachi y el guitarrista de Poppin'Party, Sae Ōtsuka, en Garupa Live y Garupa Party! en Tokyo Big Sight los días 13 y 14 de enero de 2018, donde interpretaron las canciones instrumentales de Afterglow, Hello, Happy World! y Pastel Palettes. La banda se anunció formalmente como una unidad independiente durante el segundo día del evento; inicialmente se llamaron The Third (Beta) como el tercer grupo musical de acción en vivo de la franquicia después de Poppin'Party y Roselia.
Su primer concierto en vivo, conocido como The Third (Beta) 1st Live, tuvo lugar el 25 de marzo en el Jardín Shimokitazawa con Raychell, Natsume y Kurachi. Ōtsuka fue artista invitado y tocó con el grupo en las primeras nueve canciones, que eran piezas preexistentes de la franquicia BanG Dream!. Kohara fue presentada como la guitarrista permanente de la banda para su tema original "R・I・O・T". Se lanzó como sencillo debut de la banda el 12 de diciembre como parte de una triple jornada de lanzamientos para la franquicia, junto con los sencillos de Poppin'Party y Roselia. "R・I・O・T" alcanzó el sexto lugar en la lista semanal de sencillos de Oricon. La cara B de "R・I・O・T", "Unstoppable", se usó posteriormente como tema de cierre del anime Cardfight!! Vanguard de 2018. La música del concierto se recopiló en un álbum y se lanzó el 26 de septiembre.
El segundo sencillo de la banda, "A Declaration of ×××", salió el 20 de febrero de 2019 como parte de un lanzamiento de seis sencillos de la franquicia (cada banda lanzó una canción). Todos los sencillos aparecieron en la lista diaria de Oricon el 19 de febrero, con Raise A Suilen en octavo lugar. Dos días después, la banda tocó en el 7.º concierto de BanG Dream! en el Nippon Budokan, donde su concierto Genesis fue telonero por Miku Itō de Hello, Happy World!, Ami Maeshima de Pastel Palettes, Sachika Misawa de Afterglow, Suzuko Mimori de Glitter Green y el grupo masculino de la franquicia, Argonavis. El 19 de junio, RAS lanzó su tercer sencillo, "Invincible Fighter". La canción homónima del sencillo y el lado B "Takin' My Heart" se usaron como tema musical para el anime Cardfight!! Vanguard: High School Arc Cont.
RAS celebró su primer concierto en solitario, llamado Heaven and Earth, del 13 al 14 de julio de 2019 en el World Memorial Hall. Itō, Maeshima y Ōtsuka hicieron apariciones especiales en el concierto. La banda también tendría presentaciones especiales propias durante el año, apareciendo en el concierto debut de la franquicia de Bushiroad D4DJ el 21 de julio, Animelo Summer Live el 31 de agosto, Aso Rock Festival el 29 de septiembre y Mag Rock Festival y Animax Musix 2019 Kobe el 5 y 26 de octubre. Del 30 de noviembre al 1 de diciembre, Raise A Suilen se asoció con Roselia para el concierto conjunto Rausch und/and Craziness en Makuhari Messe; Un segundo concierto de Craziness de RAS tuvo lugar en el Ecopa Arena el 9 de febrero de 2020. The Creation: We are Raise A Suilen, el segundo concierto en solitario de la banda, se realizó en el Line Cube Shibuya el 29 de diciembre de 2019.
"Drive Us Crazy", su cuarto sencillo, se lanzó el 22 de enero de 2020; alcanzó el quinto puesto en la lista semanal de Oricon y cerró el año como el 97.º sencillo más vendido de Billboard Japan en 2020. En abril, Tsumugi y Kurachi comenzaron a presentar el programa de variedades Radio R･I･O･T, centrado en franquicias. Una obra de teatro de los miembros de la banda, llamada We are Raise A Suilen -BanG Dream! The Stage, se presentó del 15 al 19 de julio en el Teatro Tennozu Galaxy con nueve funciones. Debido a la pandemia de COVID-19, se reembolsaron las entradas no utilizadas y las presentaciones se transmitieron en línea. Un total de 10,064 personas vieron las nueve presentaciones en el teatro o en vivo.

### Primer álbum y actividades recientes (2020-presente)
El primer álbum de Raise A Suilen Era, se lanzó el 19 de agosto de 2020. Tras encabezar la lista de Oricon el 18 de agosto con 15 420 ventas, se ubicó en el segundo puesto de la lista semanal de álbumes. Era también se ubicó en el puesto 86 de los álbumes más vendidos de Billboard Japan en 2020 y en el 94 de los álbumes más populares del año. Más tarde, el 22 y 23 de agosto, la banda actuó en el segundo y tercer día del octavo concierto de BanG Dream!, titulados respectivamente The Depths y Special Live: Summerly Tone, en el Fuji-Q Highland Conifer Forest. En The Depths, la banda interpretó todas las canciones de Era y estrenó su nueva canción, "Sacred world". En Special Live: Summerly Tone, RAS acompañó a Ami Maeshima de Pastel Palettes, y el concierto concluyó con Raychell y Aina Aiba de Roselia uniéndose a Poppin'Party para el bis. "Sacred world", lanzado como el quinto sencillo de la banda el 21 de octubre, se utiliza como tema de apertura del anime Assault Lily Bouquet; las pistas de acoplamiento del sencillo "Reigning" y "R・I・O・T" son versiones de The Stage.
El 22 de febrero de 2021 se celebró una secuela de Rausch und/and Craziness en el Yokohama Arena, y el 12 de diciembre de 2020 se llevó a cabo un espectáculo en vivo, conocido como Rausch und/and Craziness -interlude-. El sexto sencillo de la banda, "mind of Prominence", se lanzó el 27 de enero de 2021. Las dos canciones del séptimo sencillo de RAS, "Exist", que se lanzará el 21 de abril (la canción principal y "Embrace of light"), se incluyeron como tema musical de Joran: The Princess of Snow and Blood de Bushiroad.

## Miembros
- Raychell (Rei Wakana/Layer, voz/(bajo): Antes de BanG Dream!, Raychell no tenía experiencia como actriz de doblaje, pero fue presentadora de radio y actriz de acción real. De 2010 a 2013, fue cantante solista bajo el nombre de "Lay". En 2017, interpretó el tema final de Cardfight!! Vanguard G: NEXT de Bushiroad y Kidani la contactó para unirse a la banda de apoyo de los grupos de BanG Dream!. Conocía a Natsume y Ōtsuka antes de BanG Dream! como colegas en la agencia de talentos Ace Crew Entertainment, y había tocado en Girls Band Party! desde su lanzamiento. Raychell comentó en una entrevista de 2020 con Real Sound que había considerado dejar de cantar antes de ser reclutada para Raise A Suilen, y agregó que sentía que la franquicia la había "salvado".
- Riko Kohara (Rokka Asahi/Lock, guitarra principal): Kohara se unió a la banda en el primer concierto de The Third (Beta); Kidani la descubrió cuando un seguidor le envió un video de ella tocando la guitarra en redes sociales, y era fan de Poppin'Party antes de unirse a la franquicia. Aprendió a tocar el instrumento a los 18 años y asistió a una escuela de música, mientras que su interés por el doblaje comenzó en el instituto. Formó parte de The Sketchbook, una banda basada en el grupo ficticio del anime Sket Dance, desde 2011 hasta su disolución en 2015. Los antecedentes de Rokka están inspirados en los de Kohara, ya que ambos se mudaron de la prefectura de Gifu a Tokio para dedicarse a la música. El cumpleaños del personaje (17 de julio) coincide con el segundo concierto de The Third, que pasó a llamarse Raise A Suilen.
- Natsume (Masuki Satō/Masking, batería): Masuki fue el papel debut de Natsume como actriz de voz. Comenzó a tocar la batería en la preparatoria tras ser invitada a tocar con la banda escolar, y más tarde asistió a la escuela vocacional ESP Gakuen, donde formó una banda con sus compañeros de clase. Tras tocar en la banda de apoyo del festival A-Nation, actuó en el concierto del décimo aniversario de Bushiroad y fue reclutada por Kidani para unirse a BanG Dream!. Cuando interpretó a Masuki por primera vez en la segunda temporada del anime, Natsume hablaba en un tono más bajo, creyendo que su personaje reprimía sus emociones, pero se volvió más expresiva en la tercera temporada a medida que el personaje de Masuki se desarrollaba.
- Reo Kurachi (Reona Nyūbara/Pareo, voz/teclados): Kurachi aprendió a tocar el piano en su juventud, mientras que su interés por la actuación de voz comenzó en la preparatoria tras ver los animes como K-On! y Fullmetal Alchemist. Se incorporó a la industria del doblaje en 2016 con S Inc., mientras que BanG Dream! 2nd Season fue su primer papel en una serie de televisión.
- Risa Tsumugi (Chiyu Tamade/CHU2, DJ/rap): Tsumugi se unió a Raise A Suilen en su segundo concierto. Empezó a actuar como dobladora tras escuchar la actuación de Aya Hirano en la serie Haruhi Suzumiya, aunque no tenía experiencia como disc jockey ni rapera antes de Raise A Suilen. Dado que Tsumugi domina el inglés gracias a su educación en el extranjero, Kidani la describió como un elemento clave para el crecimiento internacional de BanG Dream!; Chiyu también es bilingüe y suele incluir palabras en inglés en sus discursos.

## Medios
Las contrapartes ficticias de Raise A Suilen se revelaron en el 6.º concierto de BanG Dream!. Las personalidades y los antecedentes de los personajes se crearon a partir de entrevistas entre las actrices de voz y el equipo del anime. El servicio de streaming de anime HIDIVE describe a la banda como una "mezcla ecléctica de estéticas que refleja la alocada mezcla de estilos que se encuentra en su contagiosa música", que incluye el uso de temas de rock electrónico en sus canciones.
El grupo aparece por primera vez en la segunda temporada del anime. Tras ser rechazada su oferta para convertirse en la productora de Roselia, Chiyu Tamade forma Raise A Suilen para vengarse, lo que incluye intentar reclutar a Tae Hanazono del grupo líder, Poppin'Party. RAS se convierte en banda principal en la tercera temporada al participar en el Desafío de Bandas de Chicas de BanG Dream!. El grupo se añadió al juego para móviles BanG Dream! Girls Band Party! el 10 de junio de 2020.
Una serie de manga centrada en RAS titulada RAiSe! The story of my music  comenzó a serializarse en Monthly Bushiroad en enero de 2019. Kō Nakamura y Ryū Shihara escribieron e ilustraron el manga, respectivamente.